# Lista de presidentes do America Football Club (Rio de Janeiro)
Este é uma lista dos presidentes do America Football Club.
- 1904-1907: Alfredo Mohrstedt
- 1907-1907: Romeu Maia
- 1907-1909: Roberto J. Shalders
- 1909-1911: Samuel de Carvalho
- 1911: Álvaro Zamith
- 1914: Alberto Carneiro de Mendonça
- 1914-1914: Guilherme Medina
- 1914-1914 (conselho diretor): Alberto Carneiro de Mendonça, Guilherme Medina e Joaquim Amarante
- 1914-1915: Guilherme Medina
- 1915-1918: Fidelcino Leitão
- 1918-1920: Gabriel Nascimento
- 1920-1921: Raul Meirelles Reis
- 1921-1921: João Santos
- 1921-1926: Raul Meirelles Reis
- 1926: Heitor Luz
- 1927-1929: Lafayette Gomes Ribeiro
- 1930: Maxêncio da Veiga Leitão
- 1931-1933: Antônio Gomes de Avellar
- 1934: Mario Newton de Figueiredo
- 1934-1939: Pedro Magalhães Correia
- 1939-1940: Joaquim Luis Pizarro Filho
- 1940-1942: Egas de Mendonça
- 1942-1947: Antônio Gomes de Avellar
- 1947-1948: Maximiano José Gomes de Paiva
- 1948-1952: Fábio Horta de Araújo
- 1952-1954: Plinio Ribeiro Baptista Leite
- 1954- 1956: Alvaro Bragança
- 1956-1958: Giulite Coutinho
- 1958-1959: Wolney Braune
- 1959-1960: Fabio Horta de Araujo
- 1960-1960: Sylvio Corrêa Pacheco
- 1960-1961: Alvaro Waldir Pereira da Motta
- 1961-1969: Wolney Braune
- 1969-1969: Alvaro Bragança
- 1970-1971: Giulite Coutinho
- 1972-1973: Heraclito Schiavo
- 1973-1978: Wilson Carvalhal
- 1979-1981: Alvaro Bragança
- 1982-1984: Lucio Lacombe
- 1985-1987: Alvaro Grego
- 1988-1990: Francisco Cantizano
- 1991-1993: Luiz Carlos de Cairo (Luizinho Cairo)
- 1993-1994: Coronel Luizinho
- 1994-1996: Francisco Cantizano
- 1997-1999: Seraphim Baptista
- 2000-2000: Helio Gaudio
- 2000-2000 (interino): Neil Chaves de Souza
- 2001-2002: José Roberto Justo
- 2003-2008: Reginaldo Mathias
- 2009-2011: Ulisses Rodrigues Salgado
- 2011-2013: Vinicius Cordeiro
- 2013-2014 (interino): Gilberto Cardeal
- 2013 (interino): Léo Almada
- 2014-2017: Léo Almada
- 2018-2020: Sidney Santana
- 2021-2023: Sidney Santana
- 2024-2026: Romário de Souza Faria